# Selaginella borealis
Selaginella borealis là một loài dương xỉ trong họ Selaginellaceae. Loài này được Kaulf. Spring mô tả khoa học đầu tiên năm 1843.